# Sindrome dell'unghia gialla
La sindrome dell'unghia gialla, nota anche come linfedema primario associato a unghie gialle e versamento pleurico,  è una sindrome molto rara le cui manifestazioni cliniche comprendono versamento pleurico, linfedema (dovuto allo sviluppo dei vasi linfatici) e unghie distrofiche gialle. In circa il 40% dei casi si verifica anche bronchiectasia. La condizione è associata anche a sinusite cronica e tosse persistente. Solitamente colpisce gli adulti.